# 科达语
科达语是印度和孟加拉国一种濒危蒙达语族语言，由Kora族使用。他们主要生活在西孟加拉邦西梅迪尼浦尔县和班库拉县，临近的奥里萨邦和贾坎德邦也有少量分布。2005年，孟加拉拉杰沙希专区有1300名使用者，但许多人说孟加拉语说得更好。科达语和科尔语关系密切。
Kim (2010)认为科达语和科尔语属于蒙达语丛。
动词要据时-体-态-身-数、限定非限定、主与宾、领属、有生性和及物性屈折变化。近来，科达语正和孟加拉语发生语码混合，有词汇替换和语法变化等。这些变化更多出现在年轻使用者身上。
Shamim (2021)对科达语的语音和形态进行了描述，还介绍了语言接触的背景下对科达语的研究。